# Прочишћење 5: Прочишћење заувек
Прочишћење 5: Прочишћење заувек (енгл. The Forever Purge) амерички је дистопијски акциони хорор филм из 2021. године, режисера Еверарда Валерија Гута и сценарсите Џејмса Демарка са Аном де ла Регером, Теночом Уертом, Џошом Лукасом, Касиди Фриман и Вилом Патоном у главним улогама. Џејсон Блум и Мајкл Беј су се вратили као продуценти. Филм је директан наставак трећег дела франшизе и радња је смештена 8 година након његовог краја.
Снимање филма почело је средином новембра 2019, у Сан Дијегу. Премијера је била 2. јула 2021. године, у дистрибуцији продукцијске куће Јуниверсал пикчерс, иако је првобитно била планирана за јул 2020 (одлагање је настало услед пандемије ковида 19). Филм је зарадио 77 милиона долара, што је најмање од свих филмова из серијала. Добио је боље оцене критичара од четвртог дела, али слабије од преостала три дела. Позитивне критике биле су упућене глуми и акционим сценама, а негативне сценарију. Тренутно је у изради шести део серијала.

## Радња
Година је 2048. Прошло је 8 година од како је Шарлин Роан однела победу на председничким изборима у САД и укинула Прочишћење. На новим изборима странка Нових Очева Оснивача Америке (НООА) успева да поврати власт. Као једну од првих одлука, НООА враћа Ноћ прочишћења. Међутим, овога пута група пљачкаша и убица одбија да престане са Прочишћењем, желећи да се уведе Вечно прочишћење. У Америци настаје хаос који ни НООА више не може да контролише.

## Улоге
| Глумац           | Улога                            |
| ---------------- | -------------------------------- |
| Ана де ла Регера | Адела                            |
| Теноч Уерта      | Хуан                             |
| Џош Лукас        | Дилан Такер                      |
| Касиди Фриман    | Кејси Такер                      |
| Алехандро Еда    | Тринидад „Т. Т.” Толедо          |
| Вил Патон        | Кејлеб Такер                     |
| Сами Ротиби      | Даријус Брајант                  |
| Вил Бритн        | Кирк                             |
| Зан Макларнон    | Чијаго Харџо                     |
| Вероника Фалкон  | Лидија                           |
| Гари Нохили      | Хоакин                           |
| Алфонсо Илан     | Доротео Аранго                   |
| Грегори Зарагоза | Завијер                          |
| Џефри Дурнбос    | Елајџа „Алфа” Хардин             |
| Сузи Абромит     | „Мајка” Хардин                   |
| Шо Џоунс         | Меркенари Хардин                 |
| Синди Робинсон   | глас који најављује „Прочишћење” |